# Landschaftszonen auf Mallorca
Politisch ist die Balearen-Insel Mallorca neben der Hauptstadt Palma in 52 weitere Verwaltungsbezirke/Gemeinden (katalanisch municipis) gegliedert. Geografisch lassen sie sich bestimmten Landschaftszonen (katalan. comarca, Plural comarques) zuordnen:
- Llevant, auf der Ostseite der Insel gelegen, beinhaltet die Gemeindegebiete von Artà, Capdepera, Son Servera, Manacor und Sant Llorenç des Cardassar.

- Migjorn im Süden mit den Verwaltungsbezirken Llucmajor, Campos, Ses Salines, Santanyí, und Felanitx.

- Serra de Tramuntana, im nordwestlichen Teil der Insel gelegen, mit den Gemeinden Andratx, Calvià, Banyalbufar, Bunyola, Deià, Escorca, Esporles, Estellencs, Fornalutx, Pollença, Puigpunyent, Sóller und Valldemossa. In dieser Zone liegt auch die bekannte Gebirgskette Serra de Tramuntana mit den höchsten Bergen der Insel.

- Pla de Mallorca: der flache Teil der Insel schließt die Gebiete der Gemeinden  Santa Eugènia, Sencelles, Costitx, Algaida, Ariany, Lloret de Vistalegre, Sineu, Llubí, Muro, Montuïri, Sant Joan, Maria de la Salut, Santa Margalida, Porreres, Vilafranca de Bonany und Petra ein.

- Raiguer, gelegen im mittleren Teil der Insel, grenzt im Westen an die Tramuntana und im Osten an den Pla an, mit den Gemeinden Alaró, Alcúdia, Marratxí, Santa Maria del Camí, Consell, Binissalem, Inca, Búger, sa Pobla, Lloseta, Mancor de la Vall, Selva und Campanet.

Die Bedeutung der Namen spiegelt sich nicht nur in der Bau- und Konstruktionsart von Häusern, Mauern, Kaminen und Toreingängen als Erscheinungsformen wider, sondern auch in der Namensgebung der Winde (zur Wetterbestimmung) und Gebirgszüge. Jede Zone hat ihre eigene Lebensart, Tradition, eigenes Brauchtum, Eigenschaften, die man auch in der lokalen Wirtschaft, Gastronomie und den landwirtschaftlichen Produkten wieder findet.
Folgt man den rund 4200 Kilometer langen Wegen und ausgebauten Straßen auf Mallorca, kann man noch heute die Zuordnung der Zonen deutlich erkennen.
Bei der Bau- und den Konstruktionsarten wird der Name der Zone Migjorn auch in alten Unterlagen als Zone Sud genannt und aufgeführt. Beispiel siehe Talayot-Kultur. Obwohl die vielen Stilfehler das Bild etwas entstellen, die die landesunkundigen Architekten der neuen Siedler mit auf die Insel brachten, sind Grundstrukturen nicht nur durch heutige Bauvorschriften erhalten geblieben.

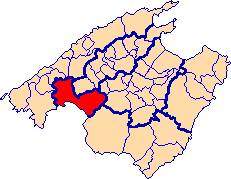
Region Palma
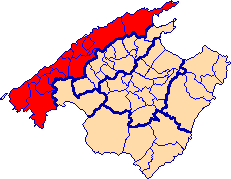
Region Serra de Tramuntana
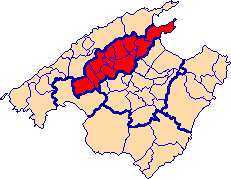
Region Raiguer
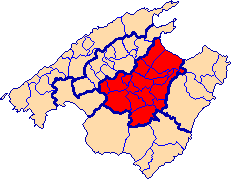
Region Pla de Mallorca
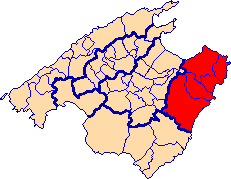
Region Llevant
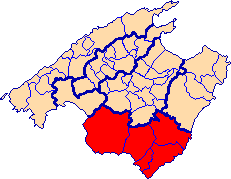
Region Migjorn